# جيرفاسيو أوليفيرا
جيرفاسيو أوليفيرا فرنانديز (بالإسبانية: Gervásio Olivera Fernández) (ولد في 1 أغسطس 2000 في الأوروغواي) لاعب كرة قدم أوروغواياني يجيد اللعب في مركز الظهير الأيسر. يلعب حاليا لصالح المحرق البحريني منذ 2024.